# Саты (Джалал-Абадская область)
Саты (кирг. Саты) — село в Сузакском районе Джалал-Абадской области Кыргызстана. Входит в состав Курманбекского айылного аймака.

## География
Село расположено в юго-восточной части области, на берегах реки Урум-Башы (правый приток Кёгарта), на расстоянии приблизительно 44 километров (по прямой) к северо-востоку от села Сузак, административного центра района. Абсолютная высота — 1408 метров над уровнем моря.

## Население
Согласно оценочным данным Национального статистического комитета Кыргызской Республики, численность населения села на начало 2023 года составляла 1792 человека.
| год     | 2009 | 2014 | 2015 | 2020 | 2021 | 2023 |
| ------- | ---- | ---- | ---- | ---- | ---- | ---- |
| человек | 1350 | 1509 | 1677 | 1702 | 1739 | 1792 |